# Döpe
Döpe bezeichnet einen See und ein Naturschutzgebiet an der Nordseite des Schweriner Außensees in Mecklenburg-Vorpommern.

## See Döpe
Der See Döpe liegt zwischen Hohen Viecheln und Flessenow an der Nordostseite des Schweriner Außensees auf dem Gemeindegebiet Ventschow. Der See hat eine Fläche von etwa 77 Hektar und eine Tiefe von 2 bis 10 Metern. Er ist etwa 1,9 Kilometer lang und 0,57 Kilometer breit. Den Zufluss erhält die Döpe über den Wittenbach, der aus dem Wittensee und dem Ventschower See gespeist wird. Auf der Döpe liegt die Insel Schwanenberg.
Wegen des Naturreichtums und der Lage des Sees im Naturschutzgebiet Döpe ist das Baden und Befahren verboten. Das Angeln ist nur unter besonderen Auflagen erlaubt.

### Entstehung des Sees
Die Döpe füllte eine flache Senke aus, welche durch das Tauen übersandeter Toteisreste in der 3 km breiten Sanderschüttung der pommerschen Haupteisrandlage entstand. Es handelt sich um einen meso-eutrophen Flachsee, der als Klarwassersee ausgebildet ist. Der Wasserspiegel liegt etwa 50 cm über dem des Schweriner Außensees. Der Hauptzufluss ist der Wietenbach an der Ostseite. Das Schutzgebiet entwässert zum Schweriner Außensee.

## Naturschutzgebiet Döpe

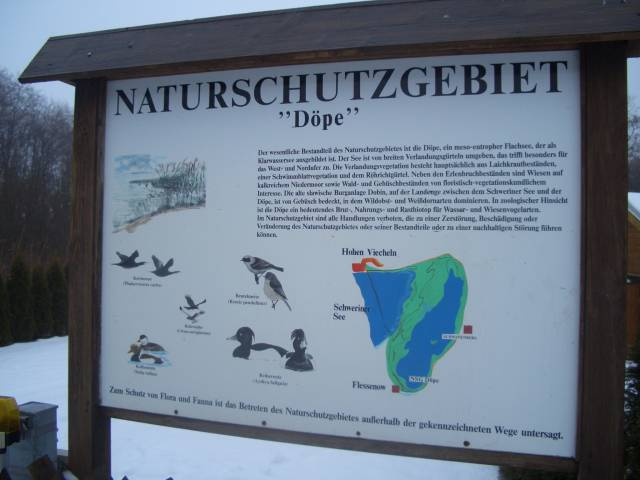
Infotafel

Das Naturschutzgebiet Döpe umfasst den See Döpe, die Landbrücke zwischen Döpe und dem Schweriner Außensee und einen Teil der Bucht des Schweriner Sees bei Hohen Viecheln. Es hat eine Größe von 215 ha und besteht seit 1941 mit einer Erweiterung im Jahr 1972. Die Gebietsbetreuung übernimmt der Naturschutzbund Mecklenburg-Vorpommern. Das Naturschutzgebiet ist Bestandteil des FFH-Gebietes Schweriner Außensee und angrenzende Wälder und Moore.

### Schutzzweck
Der Schutzzweck des Naturschutzgebietes besteht in Erhalt und Entwicklung eines Durchströmungssees mit angrenzenden Schwingröhrichten, Feuchtwiesen und Erlenbruchwäldern. Der aktuelle Zustand des Gebietes ist unbefriedigend. Der noch vor zwanzig Jahren mesotrophe See befindet sich heute im eutrophen Zustand. Ursache sind die stark angestiegenen Bestände an rastenden Gänsen und Enten sowie Nährstoffeinträge aus den angrenzend landwirtschaftlich genutzten Flächen. Durch Pflegemaßnahmen geförderte Reste von Feuchtwiesen und Magerrasen haben sich hingegen positiv entwickelt.

### Nutzungsgeschichte
Am Nordufer des Döpe-Sees wurden bis zum ausgehenden 19. Jahrhundert Torfstiche im Durchströmungsmoor angelegt, die jedoch inzwischen verlandet sind. Im 20. Jahrhundert. erfolgte eine Beweidung der Grünlandflächen und kleinflächig eine ackerbauliche Nutzung der Landzunge zwischen Schweriner See und Döpe. Die Feuchtwiesen sind nach 1990 nur noch sporadisch durch Mahd genutzt worden. Seit 2001 übernimmt der Landschafts- und Kulturpflegeverein "Schweriner Außensee- und Umgebung e. V." die Pflegenutzung einiger Grünlandflächen mittels Schafbeweidung.

### Vegetation
Den See umgeben, v. a. am West- und Nordufer, breite Verlandungsgürteln, welche im Wesentlichen aus Laichkrautbeständen, Schwimmblattvegetation und Röhrichten bestehen. Von floristischem Interesse sind im Gebiet Erlenbruchbestände, Wiesen auf kalkreichem Niedermoor sowie Wald- und Gebüschbestände. Bestandserfassungen der vergangenen Jahrzehnte erbrachten 405 Arten Blüten- und Farnpflanzen und 236 Großpilzarten. Die ursprüngliche Unterwasservegetation eines kalkreichen Durchströmungssees ist nahezu verschwunden. Ausgebreitet haben sich stattdessen das Kamm-Laichkraut und das Krause Laichkraut. Die westlich an den See angrenzenden Schwingröhrichte umfassen Schneidriede, die in Bestände von Grau- und Schwarzerle sowie Lorbeerweiden übergehen. Die sich anschließenden Groß- und Kleinseggenriede sind artenreich unt enthalten neben 22 Seggenarten auch die Stumpfblütige Binse, Breitblättriges Wollgras, Sumpfplatterbse und Teufelsabbiss. Der Verlandungssaum im Nordosten wird von Erlenbruchwäldern und Erlen-Eschen-Moorbirkenwäldern gebildet. Das steil zum Wasser abfallende Kliff an der Ostseite der Döpe trägt auf Sandstandorten moosreiche Steilhangwälder, die von Rotbuche beherrscht werden. Bedeutsam ist weiterhin das Vorkommen von Wildobstgehölzen entlang der Landzunge am Standort des alten slawischen Burgwalls. Auf Feuchtwiesen im Nordwesten des Gebiets wachsen Orchideen wie Steif- und Breitblättriges Knabenkraut sowie Zweiblatt. Auf den angrenzenden Sanderausläufern finden sich Silbergrasfluren.

### Tierwelt
Aus zoologischer Sicht ist die Döpe ein bedeutendes Brut-, Nahrungs- und Rastbiotop für Wasser- und Wiesenvögel. Dazu zählen Kormoran, Kolbenente, Reiherente, Rohrweihe und Beutelmeise. In den Herbst- und Wintermonaten wurden stellenweise bis zu 6.000 Reiherenten gezählt. In den letzten Jahren wurden bis zu 55 Brutvogelarten ermittelt, darunter Rohrdommel, Rohrschwirl und Drosselrohrsänger. Amphibien und Reptilien sind mit 13 Arten vertreten, wozu auch die stark gefährdete Rotbauchunke zählt. Das NSG gehört zu den ständigen Aufenthaltsorten des Fischotters.
Das Betreten des Naturschutzgebietes ist nicht gestattet, da es sich um ein Totalreservat handelt. Dies wäre auch in den moorigen Gebieten lebensgefährlich. Die einzige Möglichkeit, das Gebiet zu durchqueren, bildet ein öffentlicher Fuß- und Radwanderweg, der von Hohen Viecheln nach Flessenow führt.